# Stefanie in Rio
Stefanie in Rio è un film del 1960 di produzione tedesca diretto da Curtis Bernhardt.
Si tratta del sequel del film Stefanie diretto da Josef von Báky (1958).